# Onfroy de Thurgovie
Onfroy de Thurgovie ou Hunfried von Rhatien né vers 775 et mort vers 830 est un duc vassal de Charlemagne. 

## Biographie
Onfroy est peut-être le fils d'Isembard, comte de Thurgovie.
En 798, il épouse Hitta d'Argengau d'Alémanie, fille d'Ulrich Wulfhard d'Angoulême d'Argengau et Linzgau.
En 799, il devient duc de Frioul à la suite de la mort d'Eric de Frioul.
En 800, il devient comte de Thugovie.
En 808, il renonce au duché de Frioul pour être nommé magrave d'Istrie et comte de Rhétie.

## Descendance
De son mariage naquirent deux enfants, Adalbert qui héritera de la Rhétie et de la Turgovie, et Junfried II qui héritera de la marche d'Istrie.